# Riki Lindhome
Erika "Riki" Lindhome (Coudersport,  5 de março de 1979) é uma atriz, músicista e comediante estadunidense. Ela é bastante conhecida por seus papéis em programas de tv como Gilmore Girls, House, The Big Bang Theory e United States of Tara e com Kate Micucci formou o dueto musical de comédia Garfunkel and Oates. Ela apresenta um podcast no Nerdist, Making it with Riki Lindhome.

## Inicio de Vida
Riki Lindhome nasceu em Coudersport na Pennsylvania no ano de 1979, e cresceu em Portville na cidade de New York . Ela é de ascendência sueca. Lindhome estudou na Universidade de Syracuse e fez parte do grupo de comédia "Syracuse Live". Depois de se formar em 2000, Lindhome embarcou em uma carreira de atriz e sem um agente foi capaz de conseguir um pequeno papel no seriado Titus e um pequeno papel na popular série de televisão Buffy the Vampire Slayer.

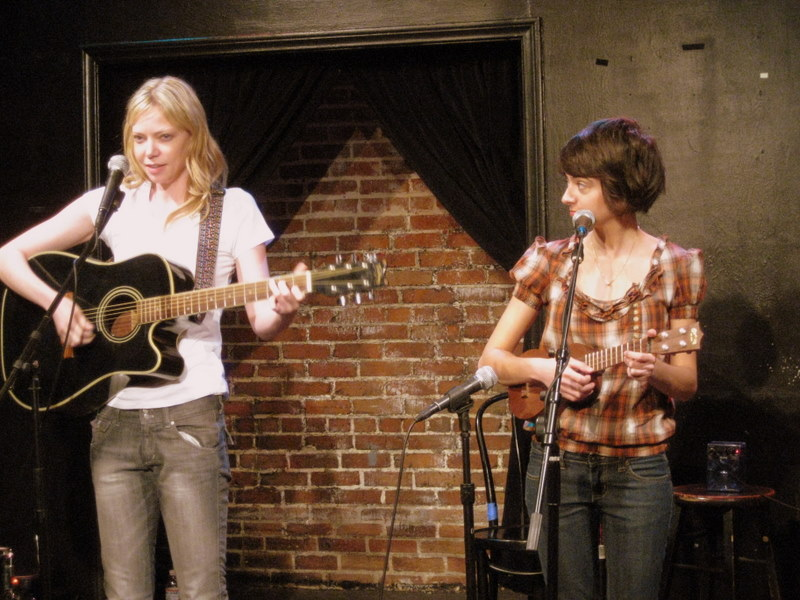
Lindhome apresentando junto de Kate Micucci como Garfunkel & Oates.

## Carreira
Em 2003 Lindhome teve sua primeira grande aparição, ganhando um lugar em no Grupo de teatro de Tim Robbbins "The Actor's Gang". Ela foi uma das quatro atrizes da banda que depois apareceram no filme vencedor de Acadamy Awards, Million Dollar Baby, aonde ela aparece atuando como Mardell Fitzgerald, a irma da personagem principal Maggie Fitzgerald Atuada por Hilary Swank
Em 2005 Lindhome atuato em um papel curto em Gilmore Girls como Juliet, a colega de classe de Rory (Alexis Bledel), e em 2006 escreveu, produziu e co-produziu um premiado Curta-metragem chamado Life is short que estrelava ela mesmo, Alexis Bledel, Sam Levine e Seth MacFarlane. Lindhome também apareceu em 2006 no filme Pulse e em 2007 foi uma das muitas atrizes a aparecer no clipe musical de Nickelback Rockstar. Ela também apareceu em anuncios para o McDonalds McGriddles, Saturn e Domino Pizza
Em 2008 Lindhome teve um papel menor no filme de Angelina Jolie chamado Changeling. Ela continuou a estrela de convidado em várias séries de televisão popular, incluindo The Big Bang Theory e Criminal Minds e Pushing Daisies. Em 2009, ela estrelou no filme The Last House on the Left.
Durante o greve dos roteiristas de 2007, Lindhome decidiu ter certeza de que sua carreira estava bem guardada, procurando mais atividades na area de escrita e direção. No mesmo ano fundou o dueto cômico Garfunkel and Oates com Kate Micucci. Em 2011 Lindhome co-escreveu um vídeo com a membra do elenco de Glee Heather Morris para o canal do youtube Funny or Die chamado "Nuthin' But A Glee Thang", uma parodia da música do  Dr. Dre "Nuthin' but a 'G' Thang" estrelando Snoop Dogg, Sofia Vergara e os membros do Glee Matthew Morrison, Cory Monteith, Harry Shum, Jr. & Naya Rivera. Ela também apresenta um Podcast chamado "Making it".
Em 2012, Lindhome tentou uma aparição em Shakespeare, aparecendo como uma vila em no filme de Joss Whedon Muito Barulho por Nada (filme) adaptação do livro Muito Barulho por Nada

## Discografia

### Music Songs EP(como parte do duetoGarfunkel and Oates, 2009)
| N.º            | Título                              | Duração |  |
| 1.             | "Pregnant Women are Smug"           | 2:17    |  |
| 2.             | "I Would Never (Have Sex with You)" | 2:17    |  |
| 3.             | "Me, You and Steve"                 | 1:57    |  |
| 4.             | "Fuck You"                          | 2:17    |  |
| 5.             | "Only You"                          | 1:52    |  |
| 6.             | "One Night Stand"                   | 4:00    |  |
| 7.             | "Silver Lining"                     | 2:09    |  |
| 8.             | "As You Are"                        | 2:21    |  |
| Duração total: | Duração total:                      | 19:10   |  |

### All Over Your Face(como parte do duetoGarfunkel and Oates, 2010)
| N.º            | Título                                  | Duração |  |
| 1.             | "You, Me and Steve"                     | 2:01    |  |
| 2.             | "Weed Card"                             | 1:56    |  |
| 3.             | "Pregnant Women are Smug"               | 2:24    |  |
| 4.             | "Gay Boyfriend"                         | 2:57    |  |
| 5.             | "Fuck You"                              | 2:29    |  |
| 6.             | "Sex With Ducks"                        | 1:58    |  |
| 7.             | "This Party Took a Turn for the Douche" | 3:53    |  |
| 8.             | "Running With Chicken"                  | 1:54    |  |
| 9.             | "One Night Stand"                       | 3:41    |  |
| 10.            | "Places to Rest"                        | 2:34    |  |
| Duração total: | Duração total:                          | 25:47   |  |

### Yell At Me From Your Car EP(2011)
| N.º            | Título                    | Duração |  |
| 1.             | "Beige Curtains"          | 2:27    |  |
| 2.             | "Accidental Sluts"        | 2:28    |  |
| 3.             | "Self Esteem"             | 2:12    |  |
| 4.             | "Pretty in Buffalo"       | 2:37    |  |
| 5.             | "Just Because You're Not" | 1:31    |  |
| Duração total: | Duração total:            | 11:15   |  |

## Filmografia

### Filmes
| Ano  | Nome                                     | Personagens                  | Notas          |
| ---- | ---------------------------------------- | ---------------------------- | -------------- |
| 2001 | Backseat Detour                          | Catie                        | Curta-metragem |
| 2004 | Seeing Other People                      | Girl Kissing Ed              | Não-creditada  |
| 2004 | Embedded                                 | Gondola / Journalist         | Vídeo          |
| 2004 | Million Dollar Baby                      | Mardell Fitzgerald           | Longa-metragem |
| 2005 | All In                                   | Marsha                       | Longa-metragem |
| 2005 | Berkeley                                 | Fighting Girl                | Longa-metragem |
| 2006 | Pulse                                    | Janelle                      | Longa-metragem |
| 2006 | Life Is Short                            | Lilly                        | Curta-metragem |
| 2007 | Girltrash!                               | LouAnne Dubois               | Vídeo          |
| 2007 | The Minister of Divine                   | Sally                        | Telefilme      |
| 2008 | Wednesday Again                          | Carli                        | Longa-metragem |
| 2008 | Changeling                               | Examination Nurse            | Longa-metragem |
| 2008 | My Best Friend's Girl                    | Hilary                       | Longa-metragem |
| 2009 | The Last House on the Left               | Sadie                        | Longa-metragem |
| 2009 | Powder Blue                              | Nicole                       | Longa-metragem |
| 2009 | Say Hello to Stan Talmadge               | Polly Talmadge               | Longa-metragem |
| 2009 | Imaginary Larry                          | Betsy                        | Curta-metragem |
| 2010 | Hitched                                  |                              | Telefilme      |
| 2011 | A Good Funeral                           | Polly                        | Longa-metragem |
| 2011 | Andy Made A Friend                       | Olivia                       | Curta-metragem |
| 2012 | Much Ado About Nothing                   | Conrade                      | Longa-metragem |
| 2012 | Fun Size                                 | Galaxy Scout                 | Longa-metragem |
| 2013 | Hell Baby                                | Marjorie                     | Longa-metragem |
| 2013 | Supanatural                              | Brooke                       | Telefilme      |
| 2013 | Escape from Polygamy                     | Kayla                        | Telefilme      |
| 2013 | Bink & Gollie: Two for One               | Gollie                       | Curta-metragem |
| 2014 | Search Party                             | Garfunkel                    | Longa-metragem |
| 2014 | A Better You                             | Kathy                        | Longa-metragem |
| 2015 | The Dramatics: A Comedy                  | Abigail                      | Longa-metragem |
| 2015 | The SpongeBob Movie: Sponge Out of Water | Popsicle                     | Longa-metragem |
| 2016 | Nerdland                                 | Linda                        | Longa-metragem |
| 2017 | The Lego Batman Movie                    | Poison Ivy                   | Longa-metragem |
| 2017 | Newly Single                             | Riki                         | Longa-metragem |
| 2018 | Under the Silver Lake                    | Actress                      | Longa-metragem |
| 2019 | Knives Out                               | Donna Thrombey               | Longa-metragem |
| 2020 | Bitmoji TV: The Movie                    |                              | Telefilme      |
| 2020 | Have a Good Trip                         |                              | Documentário   |
| 2020 | O Lobo de Snow Hollow                    | Detective Julia Robson       | Longa-metragem |
| 2021 | Reno 911!: The Hunt for QAnon            | QAnon Cruise Check-In Person | Telefilme      |
| 2022 | King Tweety                              | Beep Beep                    | Vídeo          |

### Televisão
| Ano       | Nome                              | Personagens                                      | Notas                |
| --------- | --------------------------------- | ------------------------------------------------ | -------------------- |
| 2002      | Titus                             | Charlie                                          | 1 Episódio           |
| 2002      | Buffy the Vampire Slayer          | Cheryl                                           | 1 Episódio           |
| 2002–2006 | Gilmore Girls                     | Girl #2/Juliet                                   | 5 Episódios          |
| 2006      | Heroes                            | Car Rental Girl                                  | 1 Episódio           |
| 2007      | The Minister Of Divine            | Sally                                            | 1 Episódio ("Pilot") |
| 2007      | Raines                            | Tammy                                            | 1 Episódio           |
| 2008      | Pushing Daisies                   | Jeanine                                          | 1 Episódio           |
| 2008-2017 | The Big Bang Theory               | Ramona Nowitzki                                  | 3 Episódios          |
| 2008      | Criminal Minds                    | Vanessa Holden                                   | 1 Episódio           |
| 2009      | Bones                             | Mandy Summers                                    | 1 Episódio           |
| 2009      | Three Rivers                      | Beth                                             | 1 Episódio           |
| 2009      | Nip/Tuck                          | McKenzie                                         | 1 Episódio           |
| 2010      | House MD                          | Sarah                                            | 1 Episódio           |
| 2010      | Drop Dead Diva                    | Marjorie Little                                  | 1 Episódio           |
| 2011      | $h*! My Dad Says                  | Laura Griffin                                    | 1 Episódio           |
| 2011      | United States of Tara             | Daisy                                            | 1 Episódio           |
| 2011      | Traffic Light                     | Amy                                              | 1 Episódio           |
| 2011      | Happy Endings                     | Angie                                            | 1 Episódio           |
| 2011      | Enlightened                       | Harper                                           | 3 Episódios          |
| 2012      | Garfunkel and Oates               | Riki                                             | 1 Episódio           |
| 2012      | Sketchy                           | Female Announcer                                 | 1 Episódio           |
| 2012      | Staged                            | Ryda                                             | 1 Episódio           |
| 2013      | New Girl                          | Kylie                                            | 1 Episódio           |
| 2013      | Super Fun Night                   | Hayley                                           | 3 Episódios          |
| 2013      | Monsters vs. Aliens               | Ginormica / Susan Murphy / GPS                   | 25 Episódios         |
| 2013-2015 | Adventure Time                    | Ice Cream / John / Island Lady                   | 2 Episódios          |
| 2014      | Garfunkel and Oates               | Riki / Garfunkel                                 | 8 Episódios          |
| 2015      | Fresh Off the Boat                | Arielle                                          | 1 Episódio           |
| 2015      | The Muppets                       | Becky                                            | 4 Episódios          |
| 2015      | Brooklyn Nine-Nine                | Agneta                                           | 1 Episódio           |
| 2016      | House of Lies                     | Joy                                              | 1 Episódio           |
| 2016      | Ask the StoryBots                 | Special Guest Appearance                         | 1 Episódio           |
| 2016-2017 | Con Man                           | Janet Carney                                     | 4 Episódios          |
| 2017      | Difficult People                  | Hostess                                          | 1 Episódio           |
| 2017      | Tarantula                         |                                                  | 3 Episódios          |
| 2017      | Modern Family                     | Poet                                             | 1 Episódio           |
| 2018      | Take My Wife                      | Clerk                                            | 1 Episódio           |
| 2018      | Another Period                    | Beatrice Bellacourt / Beatrice Downsy / Beatrice | 33 Episódios         |
| 2018      | Conan                             | Black Widow                                      | 1 Episódio           |
| 2018      | Kidding                           | Shaina                                           | 2 Episódios          |
| 2018      | Crazy Ex-Girlfriend               | Hungry Cat                                       | 1 Episódio           |
| 2018      | The Neighborhood                  | Kristen                                          | 1 Episódio           |
| 2018-2020 | Big Hero 6: The Series            | Wendy Wower                                      | 4 Episódios          |
| 2020      | Big City Greens                   | Gina                                             | 1 Episódio           |
| 2020      | Law & Order: Special Victims Unit | Irena Nowak                                      | 1 Episódio           |
| 2020-2022 | Duncanville                       | Kimberly Harris / Kimberly                       | 33 Episódios         |
| 2021      | DuckTales                         | May                                              | 1 Episódio           |
| 2021      | United States of Al               | Chloe                                            | 1 Episódio           |
| 2021      | Just Beyond                       | Bonnie                                           | 1 Episódio           |
| 2022      | Roar                              | Lil                                              | 1 Episódio           |
| 2022      | Grace and Frankie                 | Missy Pachangas                                  | 2 Episódios          |
| 2022      | Wednesday                         | Dr. Valerie Kinbott                              | 7 Episódios          |

### Ligações Externas
- Official website
- Riki Lindhome. no IMDb.
- Riki Lindhome no AdoroCinema
- Riki Lindhome no X
- Life Is Short